# 以色列河流列表
以色列河流列表，列舉全部或部分在以色列境內的河流，並依照流域排列；支流則由河口至源頭排序。

## 地中海
- 雅孔河

## 死海
- 約旦河：跨國河流，中游為以色列與約旦界河。
  - 雅莫科河：跨國河流，上游位於敍利亞境內，中游為敍利亞與約旦的界河，下游為以色列控制的戈蘭高地及以色列本土與約旦的界河。
  - 但河
  - 哈斯巴尼河：跨國河流，上游位於黎巴嫩境內，下游一度為以色列控制的戈蘭高地與黎巴嫩的界河，最終流入以色列境內。